# Still I Rise
A Still I Rise Tupac Shakur második posztumusz albuma, amit a halála után adtak ki, ez egyben az Outlawz együttes (2Pac legkésőbbi együttese) első hivatalos albuma is volt. Az album újrakeverői megpróbáltak hűek maradni az eredeti számokhoz, ám ez nem minden esetben sikerült. A lemezen találhatunk eredeti formában, illetve kis mértékben megváltoztatott számot (pl.: Letter to the President), valamint szinte teljesen újracsináltat (pl.: Tattoo Tears). A lemez mellett kiadták a Baby Don't Cry című szám maxi változatát is klippel. A szám érdekessége, hogy nagy mértékben hasonlít 2Pac két előzőleg kiadott sikerszámához, a Keep Ya Head Uphoz (a Strictly 4 My N.I.G.G.A.Z. albumról), valamint a Brenda's Got a Babyhez (a 2Pacalypse Now albumról).

## Számok
1. "Letter to the President"
2. "Still I Rise"
3. "Secretz of War"
4. "Baby Don't Cry (Keep Ya Head up II)"
5. "As the World Turns"
6. "Black Jesuz"
7. "Homeboyz"
8. "Hell 4 a Hustler"
9. "High Speed"
10. "The Good Die Young"
11. "Killuminati"
12. "Tear Drops and Closed Caskets"
13. "Tattoo Tears"
14. "U Can Be Touched"
15. "Y'all Don't Know Us"